# Мирослава Сарна
Мирослава Казимира Сарна рођена Салачињска (пољ. Mirosława Sarna, рођ Sałacińska; Лођ, 8. јун 1942)
бивша је пољска атлетичарка који се такмичила у скоку удаљ, кратком спринту на 60 м и 100 м и петобоју. Била је евопска првакиња у скоку удаљ на отвореном 1969.  и два пута бронзана у истој дисцилплини на европским првенствима 1970. у Бечу и 1973 у Ротердаму.

## Каријера
Сарна је рођена у Лођу у породици Стефане и Јозефа Салачинског. Средњу школу учила је у родном граду, где се учланила у месни атлетски клуб 1955. а свој међународни деби за Пољску направила је 1959. Наставила је студирати физичку културу, где је и магистрирала. Удала се за свог тренера Едмунда Сарна, 1968. и почела да се такмичи под презименом Сарна..
Прва национална титула Сарне била је у скоку удаљ 1964. године, а њен резултат 6,13. био је једни рекорд на првенству. Године 1966. осваја још једну националну титулу, овог пута, у петобоју резултатом од 4.332 бода. Позвана је у репрезентацију да заступа Пољску на Европском првенству 1966. у Будимпешти у петобоју где је заузела 15. место.После победе на првенству Пољске 1967. у трци на 200 метара она петобој замењује спринтом  и скоком удаљ. Друга пољска титула у скоку удаљ у 1968. донела јој је позив за одлазак на Летње олимпијске игре 1968. у Мексику, да поред Ирене Шевинске учествује у скоку удаљ и као чланица  штафете 4 х 100 м. Сарна је у финалу заузела пето место у скоку удаљ, са 6,47 метара (лични рекорд), док је са штафетом испала у предтакмичењу.
Сезона 1969. године показала се као најбоља у Сарниној каријера. На државном првенство освојила је две титуле на 200 м и скоку удаљ. На Европском првенству у Атини такмичила се у три дисциплине, скоку удаљ, 100 м и штафети 4 х 100 метара. Победила је у скоку удаљ а њен резултат од 6,49  био је довољан да победи олимпијску победницу Виорику Вископољану и да обезбеди прву и једину  златну међународну медаљу у својој каријери. На 100 метара стигла је до полуфинала,  а са штафетом као последња измена  доведе екипу Кристина Мандецка, Данута Јендрејек и Уршула Јозвик до петог места у финалу. 
Након успеха у Европском првенству 1968, освојила је још две континенталне медаље: на  Европском првенство у дворани 1970. скочила је лични рекорд  6,54 м и освојила бронзану медаљу само два центиметра иза победнице Виорица Висцополеану, а један иза другопласиране Хајде Розендал. Иако квалитет такмичења, односно резултати нису били толико високи на  Европском првенство у дворани 1973. упркос томе Сарна је је резултатом 6.15 била трећа  иза Дијане Јоргове (6,45 м) и Јармиле Нигрынове 6,30 м).. На Европском првенству  у дворани 1970, такмичила се и у трци на 60 метара где је у финалу заузела пето место..
Последње националне титуле Сарна је освојила у сезони 1973. године, када је била првакиња Пољске, како у затвореном тако и на отвореном. Њен последњи победнички скок на националним првенствима од 6,29 м остао је рекорд пољских првенстава до 1978. године, када  га оборила Ана Влодарчик. . Сарна је последњи од својих 47 међународних наступа имала у сезони 1973. године. Након завршетка такмичарске каријере, била је тренер и наставник физичког васпитања.

## Националне титуле
- Пољско првенство
  - 200 м: 1967, 1969[8]
  - Скок удаљ: 1964, 1968, 1969, 1973[8]
  - Петобој 1966[8]
- Пољско првенство у дворани
  - Скок удаљ: 1973[9]

## Међународна такмичења
| Год.  | Такмичење                    | Место                 | Пласман | Дисциплина        | Резултат   |
| ----- | ---------------------------- | --------------------- | ------- | ----------------- | ---------- |
| 1966, | Европско првенство           | Будимпешта, Мађарска  | 15.     | Петобој           | 3.564 бода |
| 1968  | Олимпијске игре              | Мексико Сити, Мексико | 5.      | Скок удаљ         | 6,47 м     |
| 1968  | Олимпијске игре              | Мексико Сити, Мексико | 14.     | штафета 4 х 100 м | 53,0       |
| 1969  | Европско првенство           | Атина, Грчка          |         | скок удаљ         | 6,49 м     |
| 1969  | Европско првенство           | Атина, Грчка          | =9.     | 100 м             | 12,0       |
| 1969  | Европско првенство           | Атина, Грчка          | 5.      | штафета 4 х 100 м | 44.7       |
| 1970  | Европско првенство у дворани | Беч, Аустрија         |         | скок удаљ         | 6,54       |
| 1970  | Европско првенство у дворани | Беч, Аустрија         | 5.      | 60 м              | 7,6        |
| 1973  | Европско првенство у дворани | Ротердам, Холандија   |         | скок удаљ         | 6,15 м     |